# Foreign Beggars

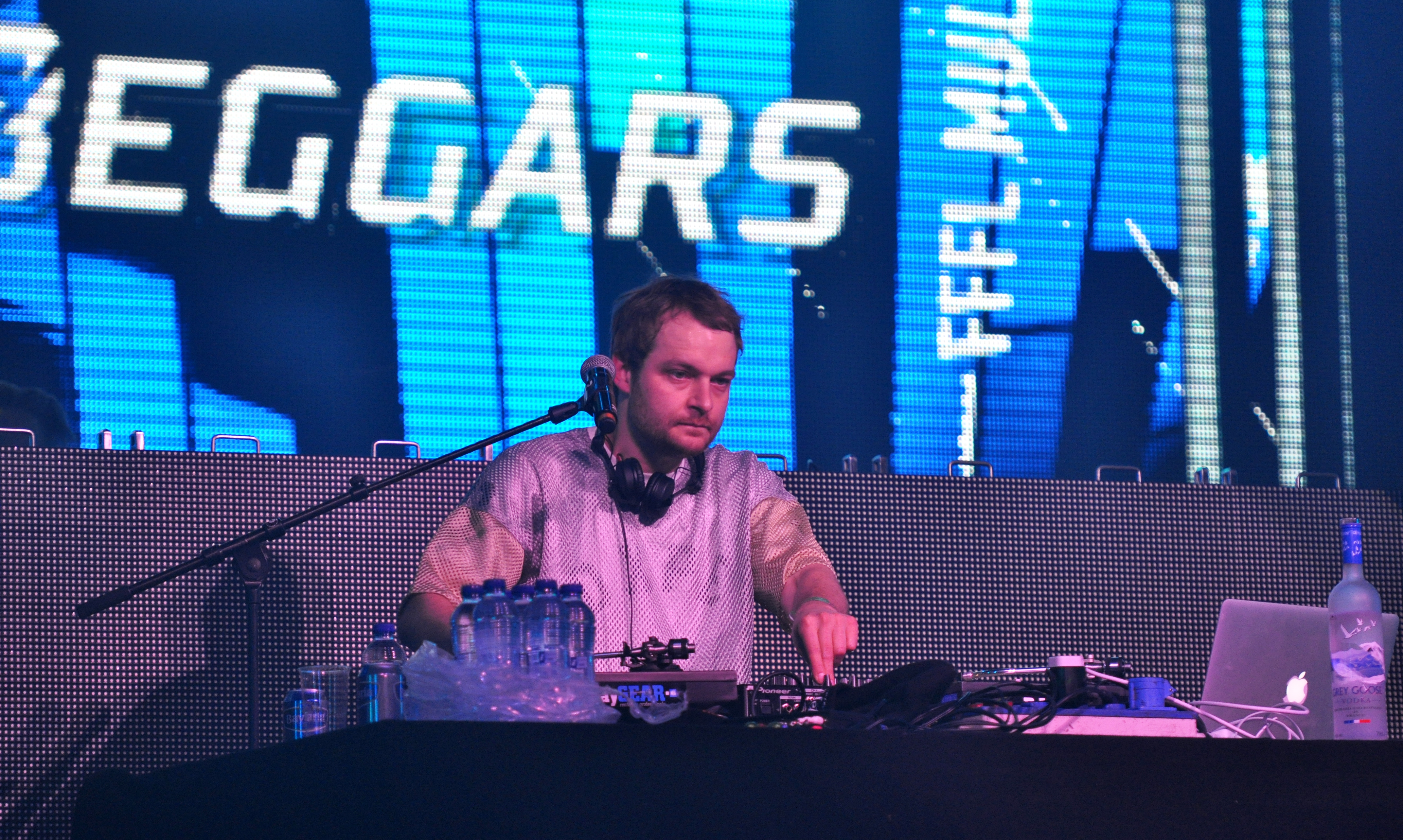
DJ Nonames, Paaspop 2014

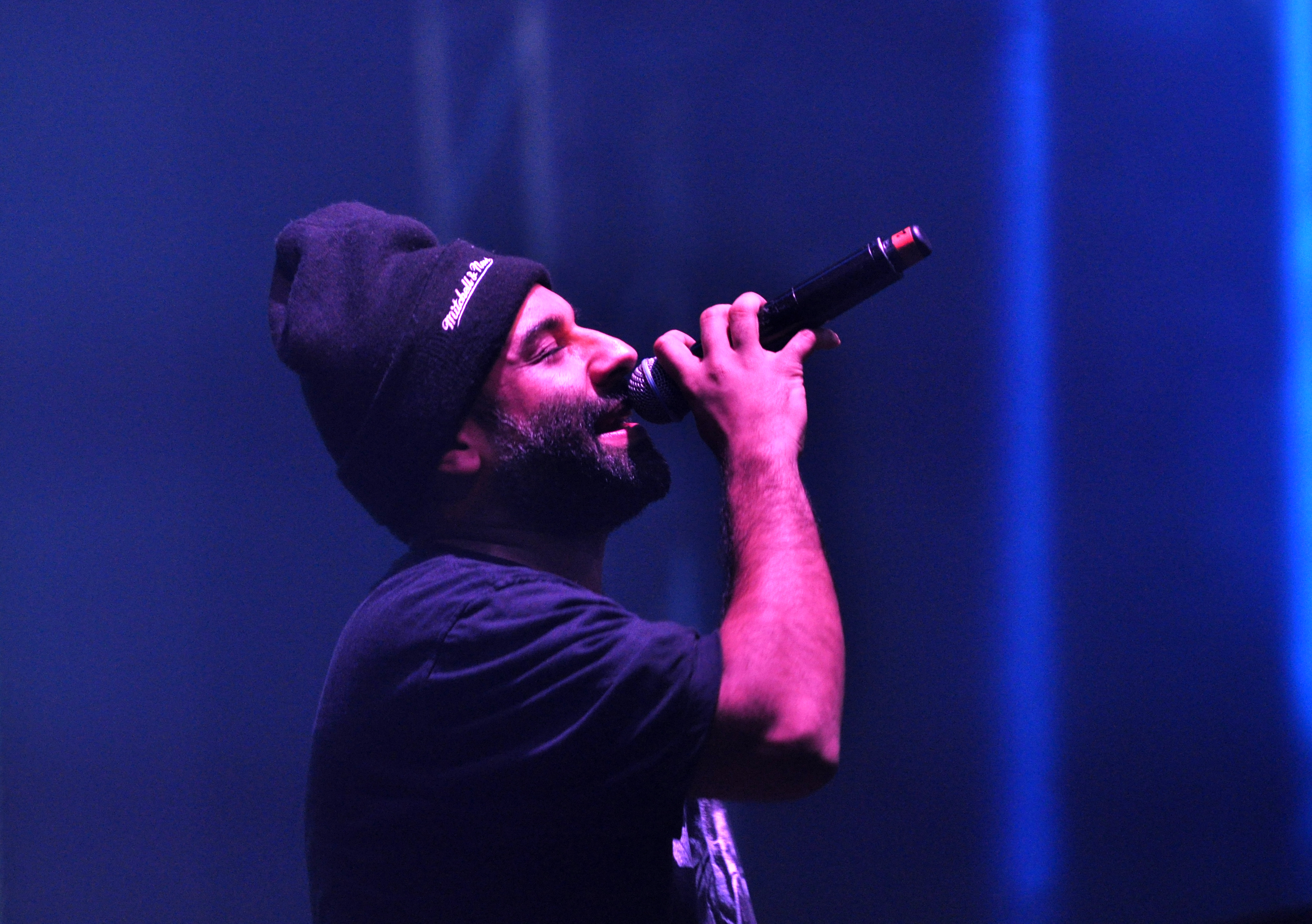
Orifice Vulgatron, Paaspop 2014

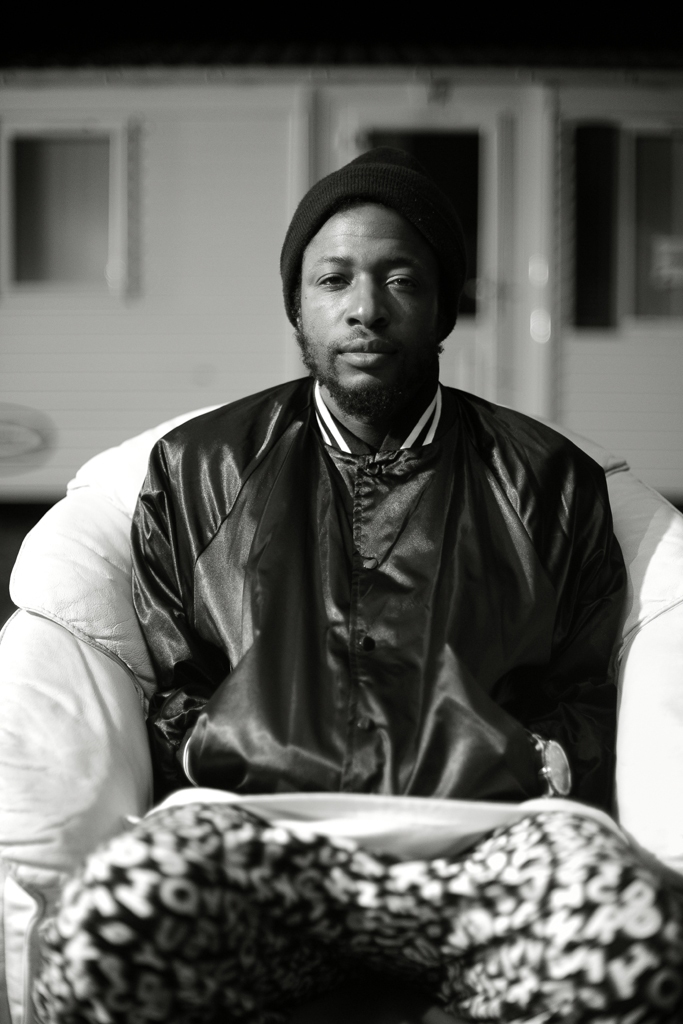
Metropolis - Foreign Beggars. 2013.

Foreign Beggars je britská hip-hopová/dubstepová skupina, která vznikla v roce 2002. Jejími členy jsou Orifice Vulgatron (MC), Metropolis (MC), DJ Nonames a Dag Nabb (producent). Orifice Vulgatron a Metropolis se spojili s drum and bassovým producentem Noisia do bočního projektu a superskupiny s názvem „I Am Legion“.  Své společné album s názvem I Am Legion vydali dne 2. září 2013.

## Diskografie

### Alba
- Asylum Speakers (2003 Dented)
- Bukkake Ski Trip [2] (2006 Dented)
- Stray Point Agenda (2006 Dented)
- Asylum Agenda (2008)
- United Colours Of Beggattron (2009, Dented)
- Beggattron Remixed (2010, Dented)
- The Uprising (2012, mau5trap)
- I Am Legion (plus Noisia) (2013, Division / OWSLA / Par Excellence)

### Singly a EP
- „Where Did the Sun Go?“ (2002, Dented)
- „Seasons Beatings“ (2003, Dented)
- „Hold On“ / „Frosted Perspects“ (2003, Dented)
- „Crypt Drawl“ (2005 Dented)
- „Let Go“ (2005, Dented)
- „Slow Broiled Ilk“ (2006, Dented)
- „In It for a Minute“ / „Black Hole Prophecies“ (2007, Dented)
- „Hit That G @ $ h“ (vs. Rouge À Levres) (2008, Dented)
- „Contact“ (s Noisia ) (2009, Dented)
- „Seven Figure Swagger“ / „Do not Dhoow It“ (s remixy od Machinedrum and Bar 9) (2009, Dented)
- „No Holds Barred“ / „Get a Bit More“ – Excision and Skism Remixes (2010 Never Say Die )
- „Beggattron Remixed EP 1 (2010, Dented)
- „Beggattron Remixed EP 2 (2010, Dented)
- „Badman Riddim (Jump)“ (s Vato Gonzalez ) (2011, Ministry of Sound )
- „The Harder They Fall EP“ (2011 Never Say Die)
- „Still Getting It“ (2011, Never Say Die)
- „Palm of My Hand“ (2012, mau5trap )
- „Flying To Mars“ (2012, mau5trap)
- „Anywhere“ (2012, mau5trap)
- „Apex“ (2012, mau5trap)

### Mixtapy
- Bukkake Ski Trip
- Beggars Brew
- Strictly Grizzness

### Spolupráce
- Intiman – Hit That (featuring Foreign Beggars)
- Jazzsteppa – Raising The Bar (with Foreign Beggars)
- Von D – Maximum Boost (featuring Foreign Beggars & Spyda)
- Beardyman – Oh! (featuring Foreign Beggars)
- Flux Pavilion – Lines In Wax (featuring Foreign Beggars)
- Grems – Broka Billy (featuring Foreign Beggars)
- Noisia – Shellshock (featuring Foreign Beggars)
- Noisia – Soulpurge (featuring Foreign Beggars)
- Skrillex – Scatty (featuring Foreign Beggars & Bare Noize)
- Skinnyman – Hold On (featuring Foreign Beggars)
- Alix Perez – The Cut Deepens (featuring Foreign Beggars)
- Alix Perez – Dark Days (featuring Foreign Beggars)
- Les Gourmets – Keep It Raw (featuring Foreign Beggars & Dr.Syntax)
- The Disablists – Heavy Rotation (with Foreign Beggars)
- Die Vamummtn – Nur Music (featuring Foreign Beggars)
- Vato Gonzalez – Badman Riddim (Jump) (featuring Foreign Beggars)
- Flux Pavilion & SKisM – Jump Back (featuring Foreign Beggars)
- VENT – Stir Fry (featuring Foreign Beggars)
- KOAN Sound – Look Who 's Back (featuring Foreign Beggars)
- mau5hax – Titty Sprinkles (featuring Foreign Beggars)
- Birdy Nam Nam – Jaded Future (Foreign Beggars Remix)
- Son Of Kick – EOW (featuring Foreign Beggars & Virus Syndicate)
- FuntCase – Everybody Knows (featuring Foreign Beggars vs The OGz)
- kidkanevil – Mothership (featuring Foreign Beggars, D Bizzy & Dubbledge) [nevydáno]
- Margerite – What 'This (featuring Foreign Beggars)
- Dirtyphonics – No Stopping Us (featuring Foreign Beggars)
- Alix Perez – Move Aside (featuring Foreign Beggars)
- Alix Perez – Monolith (featuring Foreign Beggars & Jehst)

#### Orifice Vulgatron
- Jack Beats – About To Get Fresh (featuring Chiddy Bang & Orifice Vulgatron)
- Tommy Lee & DJ Aero – Party People (featuring Orifice Vulgatron)
- Engine-EARZ Experiment – Rogue Status (featuring Orifice Vulgatron)
- Lunar C – Dread (featuring Orifice Vulgatron)

#### Metropolis
- Alix Perez – Blueprint (featuring Metropolis)
- Son of Kick – Black Towel (featuring Metropolis)